# Chouilly
Chouilly est une commune française située dans le département de la Marne, en région Grand Est.
Ses habitants sont appelés les Chouillats et les Chouillates ou encore les Bilots, en référence aux nombreuses oies qui se trouvaient élevées jadis dans le village.

## Géographie
Le village de Chouilly se situe dans la partie nord de son territoire communal, au sud de la rivière des Tarnauds et la route départementale 3. Au-delà du village, au sud, l'altitude s'élève. C'est là que se trouve l'essentiel du vignoble chouillat, qui appartient à la côte des Blancs. La commune présente une superficie viticole d'environ 523 hectares. La colline à l'ouest du village, qui atteint 180 m d'altitude au lieu-dit Plumecoq, comprend l'autre partie du vignoble. La colline située juste au sud du village s'appelle la Montagnotte. Le mont Jogasse marque la limite de la commune avec Cuis, au sud-ouest, et s'élève à 174 m. L'extrême sud de la commune est marqué par la Butte de Saran, qui culmine à 243 m.
L'intersection du 49e parallèle nord et du 4e méridien à l'est de Greenwich se trouve sur le territoire de la commune (voir aussi le Degree Confluence Project).
| |              |              |
| \| Épernay \| Aÿ-Champagne \| Aÿ-Champagne \| \| Pierry \| Chouilly \| Oiry \| \| Cuis \| Cramant \| \| |              |              |
| Épernay                                                                                                 | Aÿ-Champagne | Aÿ-Champagne |
| Pierry                                                                                                  | Chouilly     | Oiry         |
| Cuis | Cramant      |              |

### Hydrographie
La commune est dans la région hydrographique « la Seine de sa source au confluent de l'Oise (exclu) » au sein du bassin Seine-Normandie. Elle est drainée par la Marne et les Tarnauds,.
La Marne  prend sa source sur le plateau de Langres, dans la commune de Saints-Geosmes (Haute-Marne) et se jette dans la Seine entre Charenton-le-Pont et Alfortville (Val-de-Marne) dans le quartier de Conflans-l'Archevêque. 
Les Tarnauds, d'une longueur de 19 km, prend sa source dans la commune de Jâlons et se jette  dans la Marne à Épernay, après avoir traversé huit communes. 

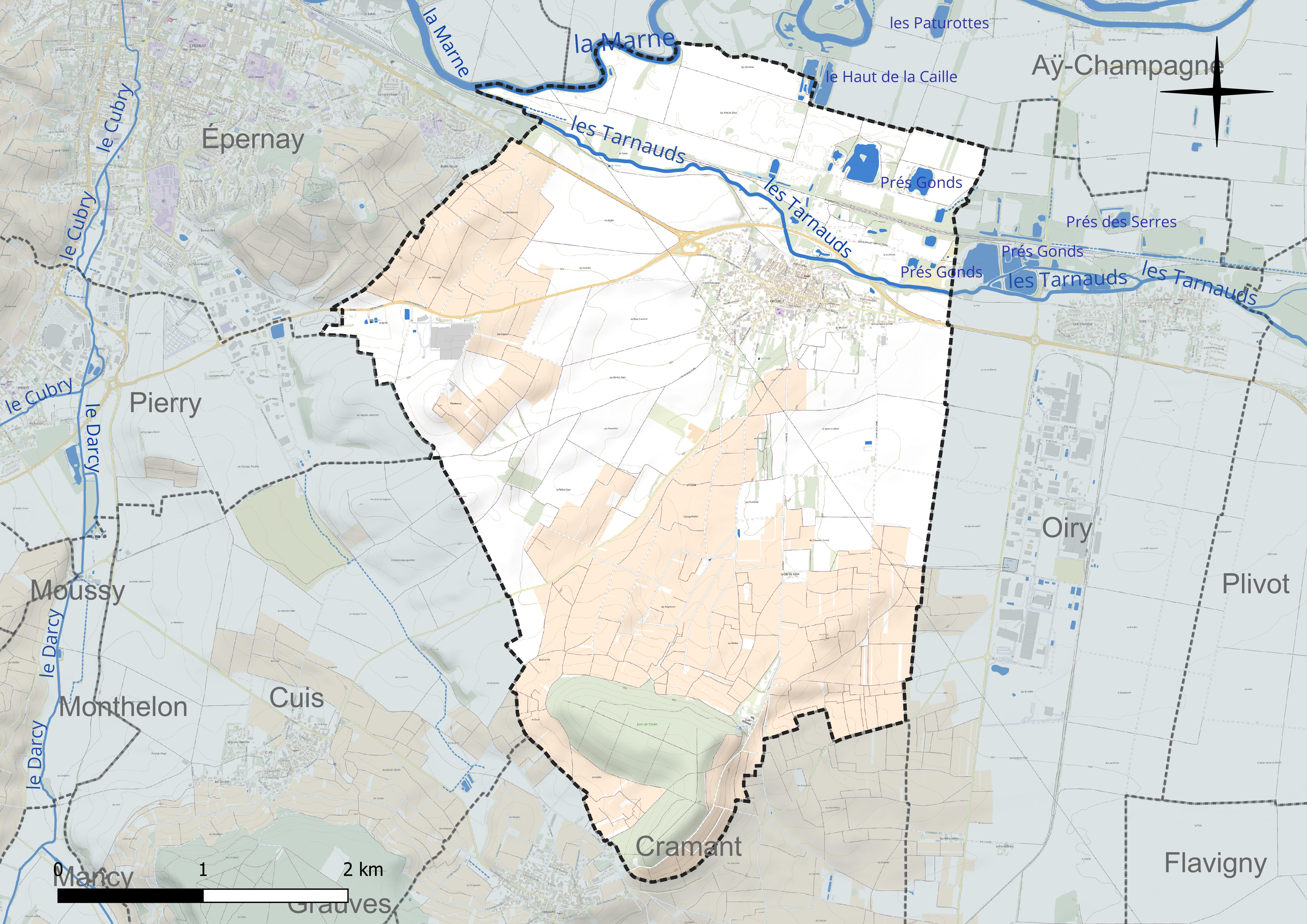
Réseau hydrographique de Chouilly.

Un plan d'eau complète le réseau hydrographique : Prés Gonds (2,2 ha),.

### Climat
Pour des articles plus généraux, voir Climat du Grand Est et Climat de la Marne.
En 2010, le climat de la commune est de type climat océanique dégradé des plaines du Centre et du Nord, selon une étude du Centre national de la recherche scientifique s'appuyant sur une série de données couvrant la période 1971-2000. En 2020, Météo-France publie une typologie des climats de la France métropolitaine dans laquelle la commune est exposée à un climat océanique altéré et est dans la région climatique  Nord-est du bassin Parisien, caractérisée par un ensoleillement médiocre, une pluviométrie moyenne régulièrement répartie au cours de l’année et un hiver froid (3 °C). 
Pour la période 1971-2000, la température annuelle moyenne est de 10,5 °C, avec une amplitude thermique annuelle de 15,8 °C. Le cumul annuel moyen de précipitations est de 709 mm, avec 11 jours de précipitations en janvier et 8,1 jours en juillet. Pour la période 1991-2020, la température moyenne annuelle observée sur la station météorologique installée sur la commune est de 11,4 °C et le cumul annuel moyen de précipitations est de 668,9 mm. 
La température maximale relevée sur cette station est de 40,3 °C, atteinte le 25 juillet 2019 ; la température minimale est de −12,3 °C, atteinte le 5 février 2012,,. 
| Mois                                  | jan.           | fév.           | mars           | avril         | mai           | juin          | jui.          | août          | sep.          | oct.          | nov.          | déc.           | année      |
| ------------------------------------- | -------------- | -------------- | -------------- | ------------- | ------------- | ------------- | ------------- | ------------- | ------------- | ------------- | ------------- | -------------- | ---------- |
| Température minimale moyenne (°C)     | 1              | 1,1            | 3,2            | 6,3           | 9,3           | 12,7          | 14,5          | 13,8          | 11,2          | 8,4           | 4,4           | 1,6            | 7,3        |
| Température moyenne (°C)              | 3,4            | 4,1            | 7,2            | 11,3          | 14,2          | 17,8          | 20            | 19,2          | 16,2          | 12,2          | 7,2           | 4              | 11,4       |
| Température maximale moyenne (°C)     | 5,9            | 7,1            | 11,2           | 16,3          | 19,2          | 22,9          | 25,5          | 24,6          | 21,2          | 16,1          | 9,9           | 6,4            | 15,5       |
| Record de froid (°C) date du record   | −11,1 07.01.09 | −12,3 05.02.12 | −10,3 01.03.05 | −3 07.04.21   | 0,8 24.05.13  | 4,9 02.06.06  | 7,9 31.07.11  | 6,6 26.08.18  | 3,9 20.09.12  | −3,2 23.10.10 | −4,7 30.11.16 | −10,9 20.12.09 | −12,3 2012 |
| Record de chaleur (°C) date du record | 14,6 01.01.23  | 21,1 27.02.19  | 24,7 31.03.21  | 27,6 25.04.07 | 31,6 28.05.17 | 36,1 28.06.11 | 40,3 25.07.19 | 37,5 09.08.20 | 33,5 15.09.20 | 27 02.10.23   | 21,7 07.11.15 | 17 17.12.15    | 40,3 2019  |
| Précipitations (mm)                   | 57,9           | 57,2           | 49,5           | 37,4          | 62,7          | 59,8          | 55,9          | 55,8          | 41,1          | 55,4          | 54,7          | 81,5           | 668,9      |

| Diagramme climatique                                  |            |             |             |             |              |              |              |              |             |            |            |
| J                                                     | F          | M           | A           | M           | J            | J            | A            | S            | O           | N          | D          |
| 5,9157,9                                              | 7,11,157,2 | 11,23,249,5 | 16,36,337,4 | 19,29,362,7 | 22,912,759,8 | 25,514,555,9 | 24,613,855,8 | 21,211,241,1 | 16,18,455,4 | 9,94,454,7 | 6,41,681,5 |
| Moyennes : • Temp. maxi et mini °C • Précipitation mm |            |             |             |             |              |              |              |              |             |            |            |

Les paramètres climatiques de la commune ont été estimés pour le milieu du siècle (2041-2070) selon différents scénarios d'émission de gaz à effet de serre à partir des nouvelles projections climatiques de référence DRIAS-2020. Ils sont consultables sur un site dédié publié par Météo-France en novembre 2022.

## Urbanisme

### Typologie
Au 1er janvier 2024, Chouilly est catégorisée bourg rural, selon la nouvelle grille communale de densité à sept niveaux définie par l'Insee en 2022.
Elle est située hors unité urbaine. Par ailleurs la commune fait partie de l'aire d'attraction d'Épernay, dont elle est une commune de la couronne,. Cette aire, qui regroupe 44 communes, est catégorisée dans les aires de 50 000 à moins de 200 000 habitants,.

### Occupation des sols
L'occupation des sols de la commune, telle qu'elle ressort de la base de données européenne d’occupation biophysique des sols Corine Land Cover (CLC), est marquée par l'importance des territoires agricoles (87,5 % en 2018), en diminution par rapport à 1990 (90,8 %). La répartition détaillée en 2018 est la suivante :
terres arables (41,1 %), cultures permanentes (36,2 %), zones agricoles hétérogènes (10,1 %), forêts (6,1 %), zones urbanisées (4,8 %), zones industrielles ou commerciales et réseaux de communication (1,6 %), prairies (0,1 %). L'évolution de l’occupation des sols de la commune et de ses infrastructures peut être observée sur les différentes représentations cartographiques du territoire : la carte de Cassini (XVIIIe siècle), la carte d'état-major (1820-1866) et les cartes ou photos aériennes de l'IGN pour la période actuelle (1950 à aujourd'hui).

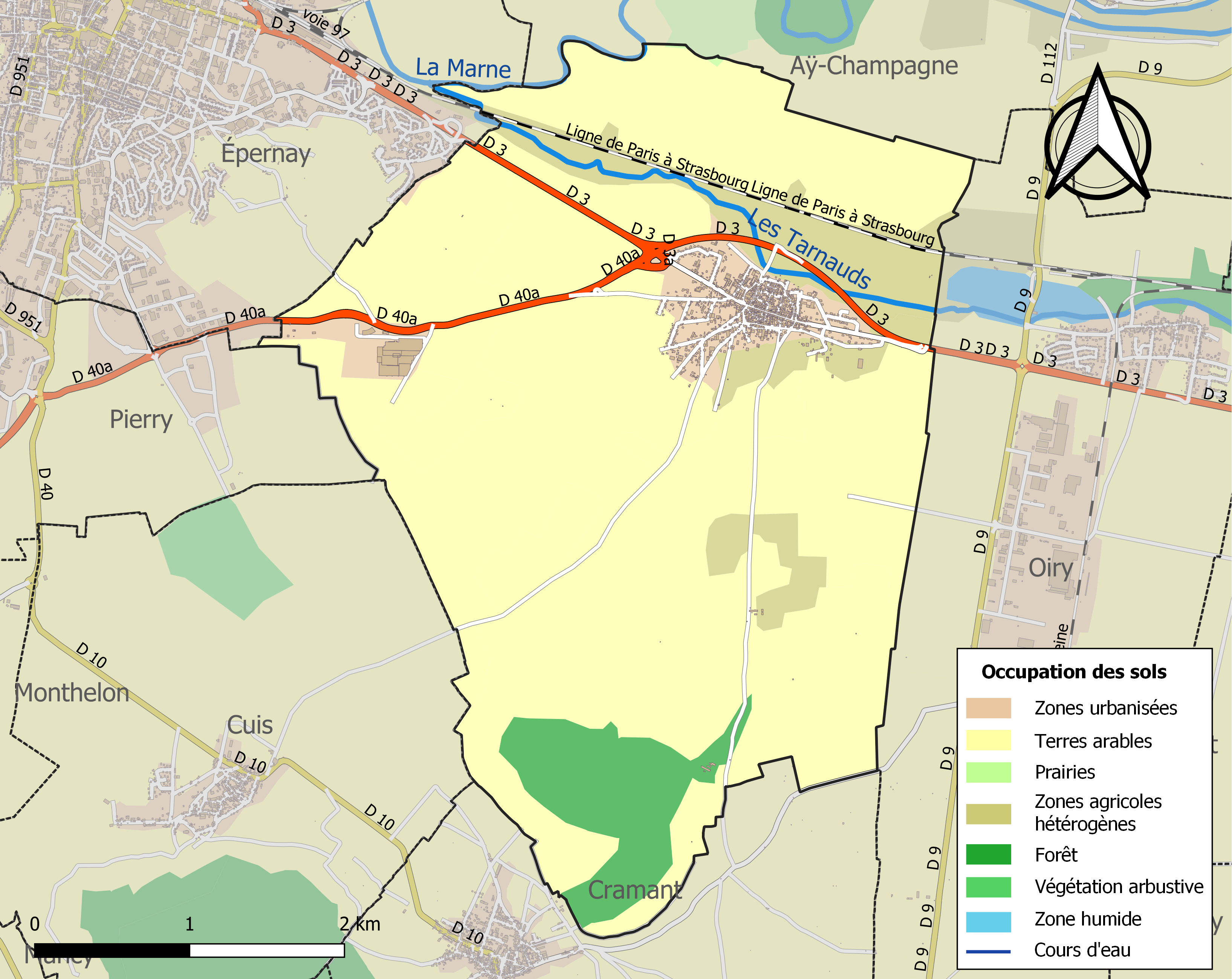
Carte des infrastructures et de l'occupation des sols de la commune en 2018 (CLC).

### Voies de communication et transports
Membre de la communauté d'agglomération Épernay, Coteaux et Plaine de Champagne, Chouilly est desservie par le réseau de transports urbains Mouvéo. En période scolaire, la ligne 4 de ce réseau relie l'arrêt Chouilly La Haute Borne à la gare routière d'Épernay. Chouilly bénéficie également du service de transport à la demande (TAD) du réseau Mouvéo. Les arrêts Chouilly Centre et Chouilly La Haute Borne se trouvent sur la ligne G entre Athis et Épernay, qui propose en 2025 deux allers et deux retours par jour (du lundi au samedi hors jours fériés).

## Toponymie
Le nom de la localité est attesté sous les formes Culleium (commencement du XIe siècle) ; Choileium (1144) ; Chooilli (1178) ; Cheollum (1187) ; Choilli (1188) ; Cheoly (1188) ; Choeli (1189) ; Choelli (1190) ; Choolli (1224) ; Choeleyum, Choeylleium (1231) ; Choelleium, Choylli (1234) ; Choely (1237) ; Choolly (1242) ; Choilleium (1260) ; Choilly (vers 1260) ; Choillei (1265) ; Chooly (vers 1300) ; Choilleyum (1303-1312) ; Cheoilly (1372) ; Choilley (1383) ; Cholly (1406) ; Choily (1430) ; Choully (1532).

## Histoire
Les habitants du village sont surnommés Bilots (oies). Le village est donc parfois encore appelé Chouilly les Bilots. Différentes explications sont données à ce surnom, l'une l'attribue au mauvais caractère des habitants, l'autre au fait que beaucoup d'oies circulaient autrefois dans la rue principale du village (ex-RN 3). Cette population d'oies a été le prétexte à une manifestation populaire organisée à l'occasion de la « journée de Noël » orchestrée par l'Association des Parents d'Élèves[Quand ?] : les enfants de l'école ont défilé dans les rues du village, précédés par un troupeau d'oies que dirigeaient un gardien et son chien. Depuis quelques années le Père Noël en personne s'invite à la fête pour la joie et le bonheur de tous les enfants. Ces évènements renouent avec les anciennes traditions de la commune et attirent de nombreux badauds.

### Fouilles

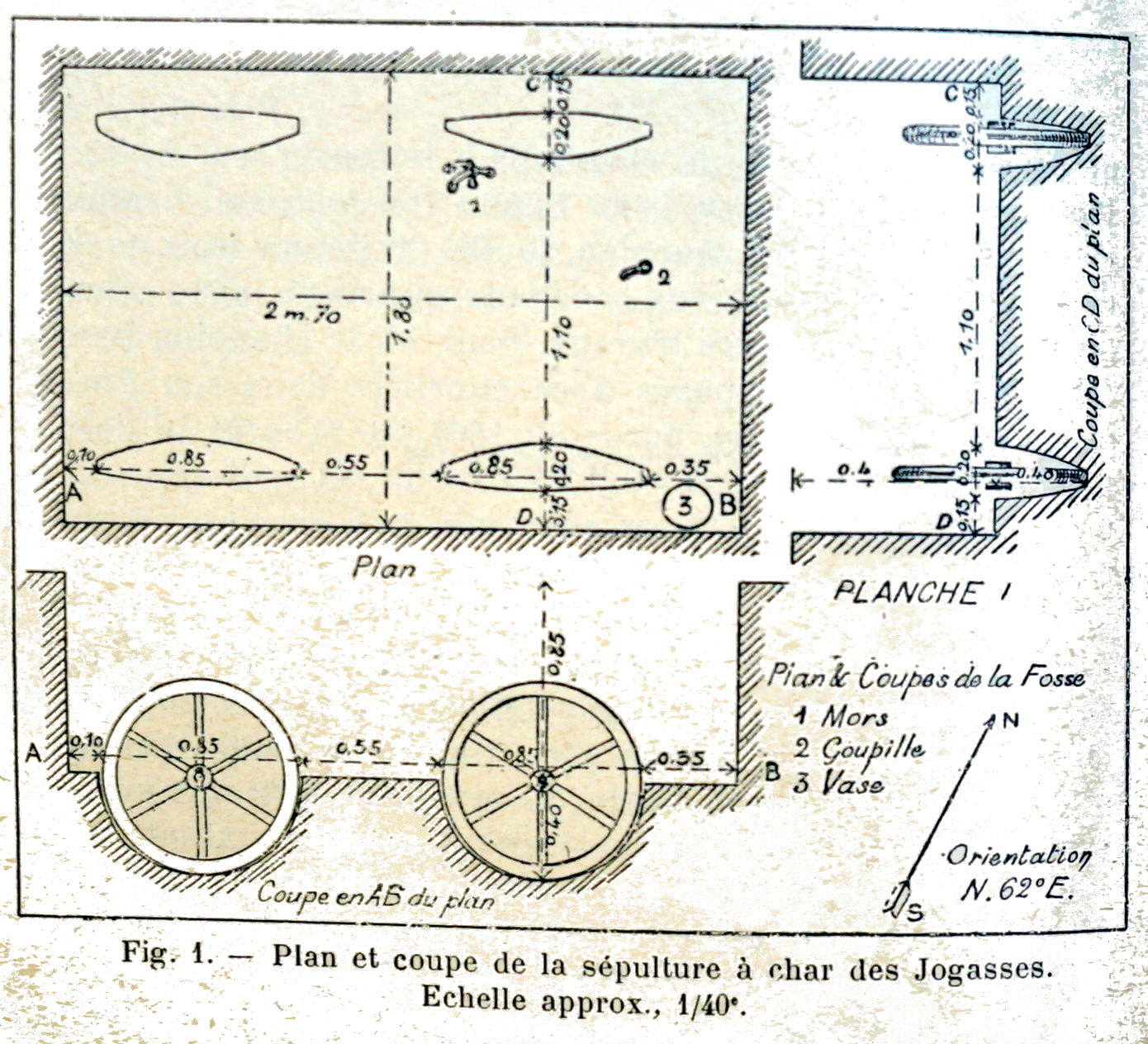
Tombe à char, Les Jogasses,
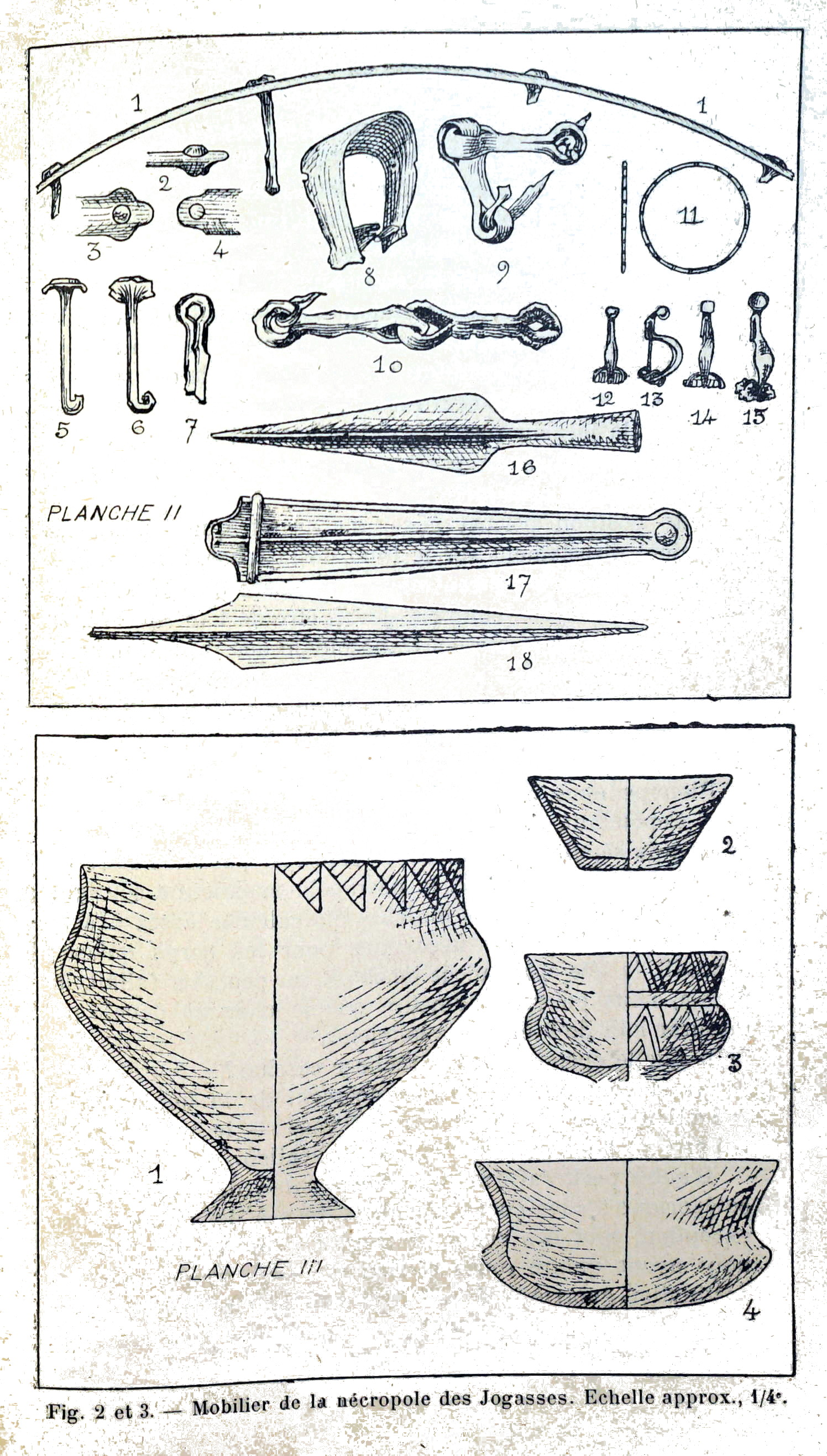
et son mobilier,
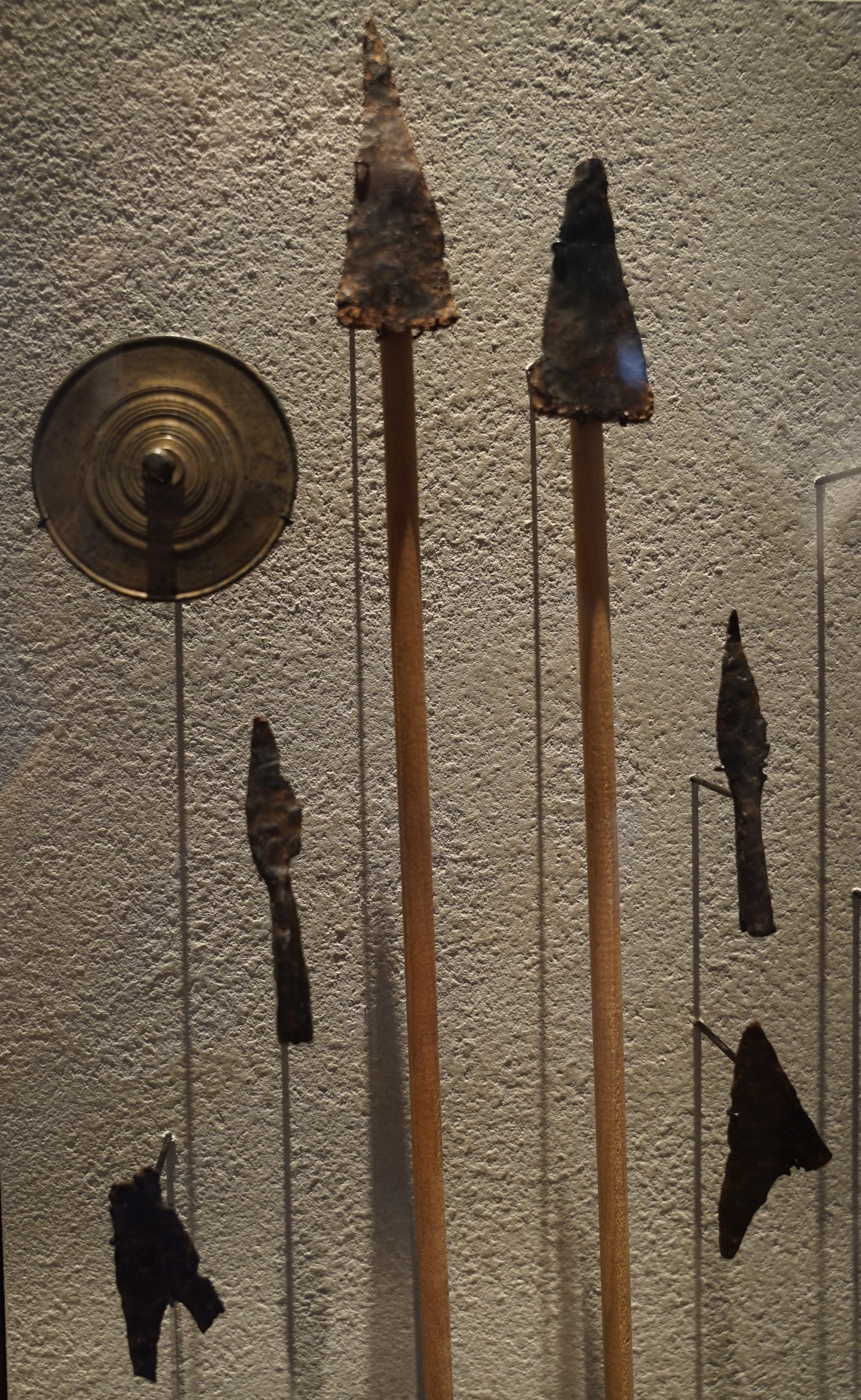
carquois,
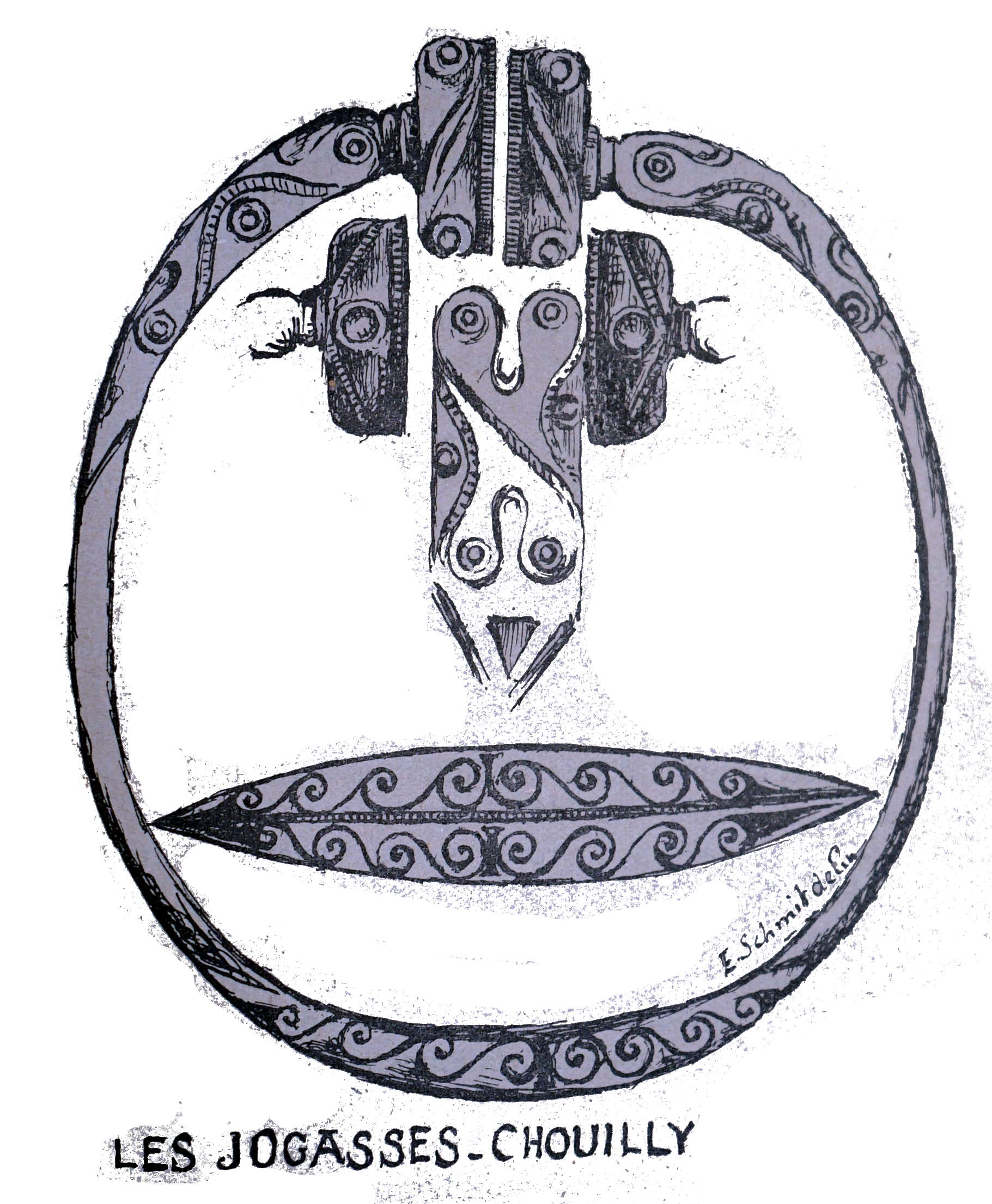
Torque à tampon de Chouilly.
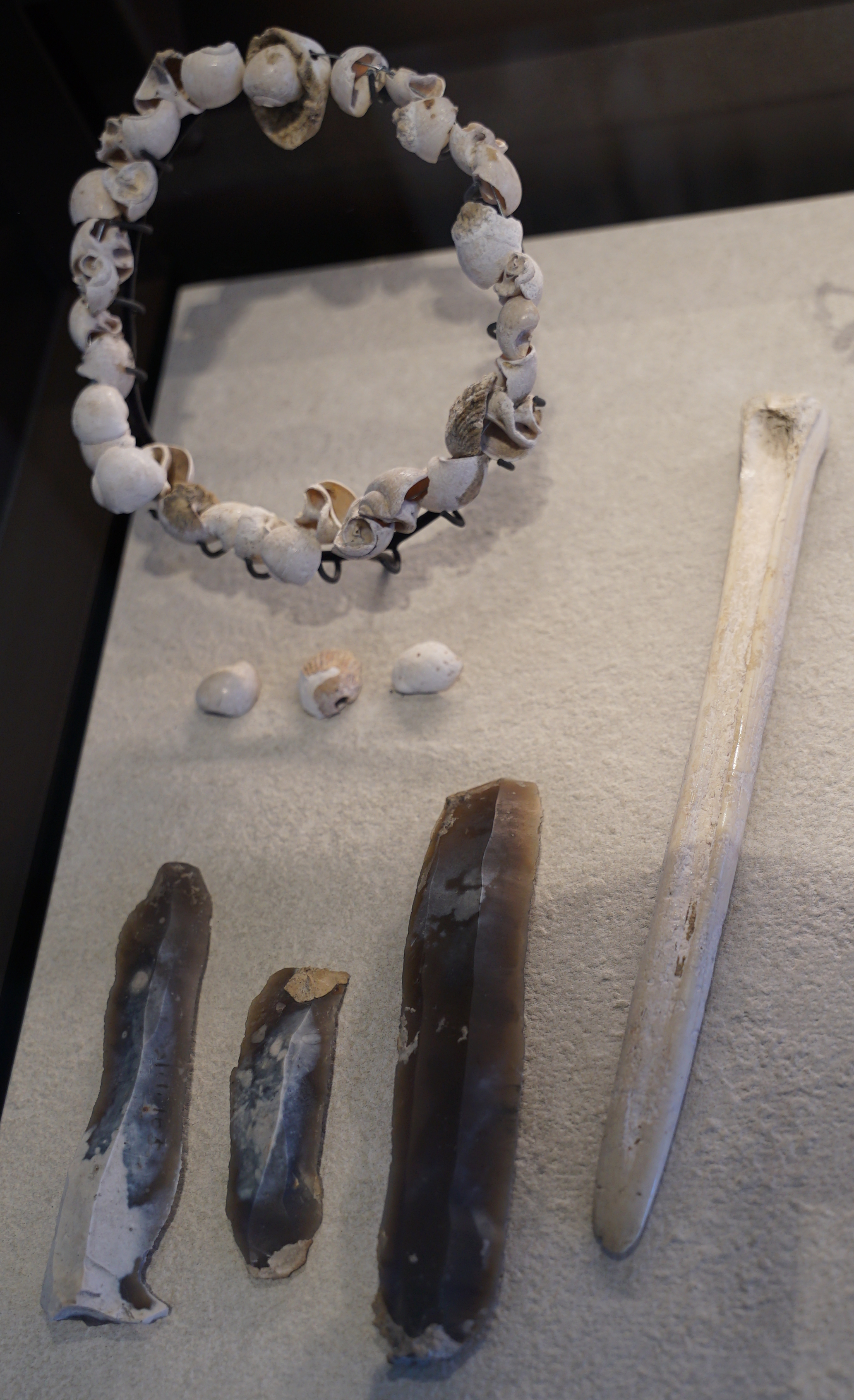
La grifaine de l'hypogée 5 : lissoir, os, lames et collier.

Avec la construction de la ligne de chemin de fer, un dépôt datant de l'âge du bronze fut déposé par l'ingénieur Jeannez au Musée de Cluny.
Une nécropole celtique a été découverte au lieu-dit les Jogasses par l'abbé Barré au XIXe siècle puis fouillée par l'abbé Favret entre 1923 et 39 et visité par Emile Schmit de Châlons. Elle comporte plusieurs centaines de tombes, dont une est avec un char à quatre roues et des urnes à incinération ; le mobilier se trouve au musée d'Épernay.
Les différents objets mortuaires retrouvés dans les tombes gallo-romaines de Chouilly montrent, de par leur taille plus importante que d'ordinaire, que la commune devait être un village celte assez prospère.

## Politique et administration
La mairie se trouve au milieu du Chouilly historique et a ouvert une agence postale communale.
| Période    | Période  | Identité                 | Étiquette | Qualité                         |
| ---------- | -------- | ------------------------ | --------- | ------------------------------- |
| 1790       | 1791     | Pierre Nivelle           |           |                                 |
| 1791       | 1792     | Pierre Leclerc           |           |                                 |
| 1792       | 1794     | Edme Moineaux            |           |                                 |
| 1794       | 1795     | Isidore Siret            |           |                                 |
| 1795       | 1800     | Jean Baptiste Nivelle    |           |                                 |
| 1800       | 1804     | Edme Moineaux            |           |                                 |
| 1804       | 1810     | Adrien Rogé              |           |                                 |
| 1810       | 1815     | Pierre Louis Rogé        |           |                                 |
| 1815       | 1815     | Jean Baptiste Legras     |           |                                 |
| 1815       | 1816     | Pierre Louis Rogé        |           |                                 |
| 1816       | 1817     | Pierre Louis Lambert     |           |                                 |
| 1817       | 1826     | Jean-Rémy Moët           |           | propriétaire                    |
| 1826       | 1840     | Etienne Legras           |           |                                 |
| 1840       | 1845     | Henri Alexis Vallois     |           |                                 |
| 1845       | 1850     | Pierre André Debas       |           |                                 |
| 1850       | 1857     | Louis Auguste Vallois    |           |                                 |
| 1857       | 1870     | François Aimable Chiquet |           |                                 |
| 1871       | 1871     | Louis Auguste Vallois    |           |                                 |
| 1871       | 1878     | Denis Alexis Legras      |           |                                 |
| 1878       | 1886     | Alexis Legras            |           |                                 |
| 1886       | 1890     | Louis Victor Coquart     |           |                                 |
| 1890       | 1892     | Léon Legras              |           |                                 |
| 1892       | 1910     | Théodore Legras          |           |                                 |
|            |          |                          |           |                                 |
| avant 1981 | ?        | Roland Champion          |           |                                 |
| 1995       | En cours | Jacques Hostomme         |           | Réélu pour le mandat 2020-2026, |

## Équipements et services publics

### Eau et déchets
L'approvisionnement en eau potable et l'assainissement des eaux usées sont des compétences de la communauté d'agglomération Épernay Agglo Champagne, gérées par le biais de son service « Régie Eau et Assainissement » depuis le 1er janvier 2022. La commune de Chouilly est alimentée en eau potable par les captages de Bisseuil. L'assainissement collectif y est assuré par la Société d'Assainissement de l'Agglomération d'Épernay, qui gère la station d'épuration d'Épernay-Mardeuil dans le cadre d'une délégation de service public confiée à Suez de 2022 à 2030.
La communauté d'agglomération est également compétente en matière de déchets. La collecte des ordures ménagères résiduelles, des déchets recyclables et des biodéchets est réalisée en porte à porte, par mise à disposition de trois bacs distincts. La communauté d'agglomération adhèrant au syndicat de valorisation des ordures ménagères de la Marne (SYVALOM), ces déchets sont amenés au centre de transfert départemental de Pierry puis valorisés sur le site de La Veuve. La collecte du verre et des textiles se fait en apport volontaire. La communauté d'agglomération met par ailleurs trois déchèteries à disposition de ses habitants : à Magenta, Pierry et Voipreux.

### Enseignement
Chouilly fait partie de l'académie de Reims.
La commune dispose d'un groupe scolaire, situé rue des Écoles, composé d'une école maternelle de 42 élèves et d'une école élémentaire de 59 élèves (chiffres 2024-2025).
Les enfants de Chouilly sont ensuite rattachés au collège Terres Rouges d'Épernay et au lycée Stéphane-Hessel d'Épernay.

### Postes et télécommunications
La commune dispose d'une agence postale communale, installée rue Melignon. Deux boîtes aux lettres de La Poste se trouvent par ailleurs sur le territoire de la commune, dans la Grande Rue.

### Justice, sécurité et secours
Du point de vue judiciaire, Chouilly relève du conseil de prud'hommes d'Épernay, du tribunal de commerce de Reims, du tribunal judiciaire, du tribunal paritaire des baux ruraux et du tribunal pour enfants de Châlons-en-Champagne, dans le ressort de la cour d'appel de Reims. Pour le contentieux administratif, la commune dépend du tribunal administratif de Châlons-en-Champagne et de la cour administrative d'appel de Nancy.
Chouilly est située en secteur Gendarmerie nationale et dépend de la brigade d'Épernay.
En matière d'incendie et de secours, la caserne la plus proche est celle d'Épernay, rattachée au Service départemental d'incendie et de secours (SDIS) de la Marne. 

## Population et société

### Démographie
L'évolution du nombre d'habitants est connue à travers les recensements de la population effectués dans la commune depuis 1793. Pour les communes de moins de 10 000 habitants, une enquête de recensement portant sur toute la population est réalisée tous les cinq ans, les populations de référence des années intermédiaires étant quant à elles estimées par interpolation ou extrapolation. Pour la commune, le premier recensement exhaustif entrant dans le cadre du nouveau dispositif a été réalisé en 2006.

En 2022, la commune comptait 1 062 habitants, en évolution de +4,84 % par rapport à 2016 (Marne : −1,19 %, France hors Mayotte : +2,11 %).
| 1793 | 1800 | 1806 | 1821 | 1831  | 1836  | 1841  | 1846  | 1851 |
| ---- | ---- | ---- | ---- | ----- | ----- | ----- | ----- | ---- |
| 994  | 928  | 938  | 973  | 1 031 | 1 042 | 1 030 | 1 029 | 977  |

| 1856 | 1861 | 1866 | 1872 | 1876 | 1881 | 1886  | 1891  | 1896  |
| ---- | ---- | ---- | ---- | ---- | ---- | ----- | ----- | ----- |
| 972  | 982  | 957  | 921  | 978  | 959  | 1 004 | 1 021 | 1 067 |

| 1901  | 1906  | 1911  | 1921  | 1926  | 1931  | 1936 | 1946 | 1954 |
| ----- | ----- | ----- | ----- | ----- | ----- | ---- | ---- | ---- |
| 1 054 | 1 082 | 1 123 | 1 107 | 1 075 | 1 020 | 935  | 902  | 908  |

| 1962 | 1968 | 1975  | 1982  | 1990 | 1999 | 2006 | 2011 | 2016  |
| ---- | ---- | ----- | ----- | ---- | ---- | ---- | ---- | ----- |
| 903  | 976  | 1 029 | 1 044 | 930  | 873  | 975  | 996  | 1 013 |

| 2021  | 2022  | - | - | - | - | - | - | - |
| ----- | ----- | - | - | - | - | - | - | - |
| 1 049 | 1 062 | - | - | - | - | - | - | - |

### Sports
Chouilly compte différents équipements sportifs : un stade, trois courts de tennis (dont un couvert), un parcours de santé et un boulodrome.
Plusieurs événements sportifs sont célébrés dans la commune :
- Tournoi de Tennis Open - (20e édition en 2004) - 2e quinzaine de juillet ;
- Rallye National Epernay - Vins de Champagne. Tous les ans depuis 1997 le départ de deux épreuves se déroule dans la ville de Chouilly ;
- Journée pétanque - Chaque année à la mi-mai l'A.P.E. de Chouilly organise un grand concours de pétanque.

## Économie
L'économie du village repose essentiellement sur la production du champagne. La commune de Chouilly comporte quelque 208 exploitants. Certaines vignes font partie des domaines des maisons Duval Leroy, Moët & Chandon, Pol Roger, Roederer et Taittinger.
En 1972, un centre vinicole est créé par le Syndicat Général des Vignerons de la Champagne. Il fusionne par la suite avec le champagne Nicolas Feuillate et devient le Centre vinicole - Champagne Nicolas Feuillatte. Celui-ci rassemble environ 80 coopératives et 5 000 vignerons. Son site de production se situe au cœur du vignoble, à l'ouest de Chouilly, sur la colline de Plumecoq dominant Épernay.
La typicité du champagne de la côte des Blancs est de n'être élaboré qu'à partir des différentes variétés de raisins chardonnay (grains à peau blanche). Ce cépage, un des trois cépages classiques que l'on retrouve dans la composition des champagnes, est réputé comme étant le plus délicat à cultiver, car de par sa précocité, il est particulièrement sensible au gel. C'est pourquoi Chouilly, avec ses coteaux orientés à l'est et donc à l'abri des vents dominants d'ouest, cultive à 99 % ce cépage, le 1 % restant étant du pinot noir (raisin à peau noire mais à chair blanche). Les vendanges se font généralement vers la troisième semaine de septembre. Quelques exceptions ont cependant eu lieu en 2003 et 2007 où les vendanges ont été particulièrement précoces ; en 1980, 1984 et 1987 où elles ont été particulièrement tardives.

## Culture et patrimoine

### Lieux et monuments
Le village étant situé dans le vignoble champenois, de nombreuses maisons de Champagne y ouvrent leurs portes.
- L'église romane Saint-Martin, ancienne chapelle du château devenue l'église paroissiale en 1478. On trouve dans cette église de nombreuses statues et statuettes du XVIIIe siècle, dont une de saint Remi évêque de Reims qui baptisa le roi Clovis. Les parties de l'église ont évolué au cours des siècles, et si la nef est du XIIe siècle, la chapelle sud, est quant à elle, du quinzième.
- « Le jardin humide », espace public au bord de la rivière des Tarnauds, entre jardin et nature, a été aménagé sur zone inondable.
- « Le jardin de vignes », nouvellement implanté à l'entrée principale de la commune (dans l'axe de l'avenue de Champagne d'Épernay), est un musée à ciel ouvert. Libre d'accès, on y découvre l'évolution de ce trésor champenois qu'est la vigne, depuis ses origines sauvages jusqu'aux cépages traditionnels.
- Le château de Saran à Chouilly : situé sur le territoire de la commune mais à l'extérieur du village, se dresse le château de Saran, jadis pavillon de chasse, maintenant propriété de la maison Moët & Chandon. Une sépulture datant du Néolithique fut découverte dans le parc, ainsi que des vestiges gallo-romains :
- un cimetière gaulois de la Croix-des-Huguenots,
- une nécropole hallstattienne des Jogasses (Jogasse signifie « chênes de Jupiter »),
- nécropole néolithique des grottes de Saran : groupe de quatre hypogées dont une classée monument historique par arrêté du 10 mars 1961[45].

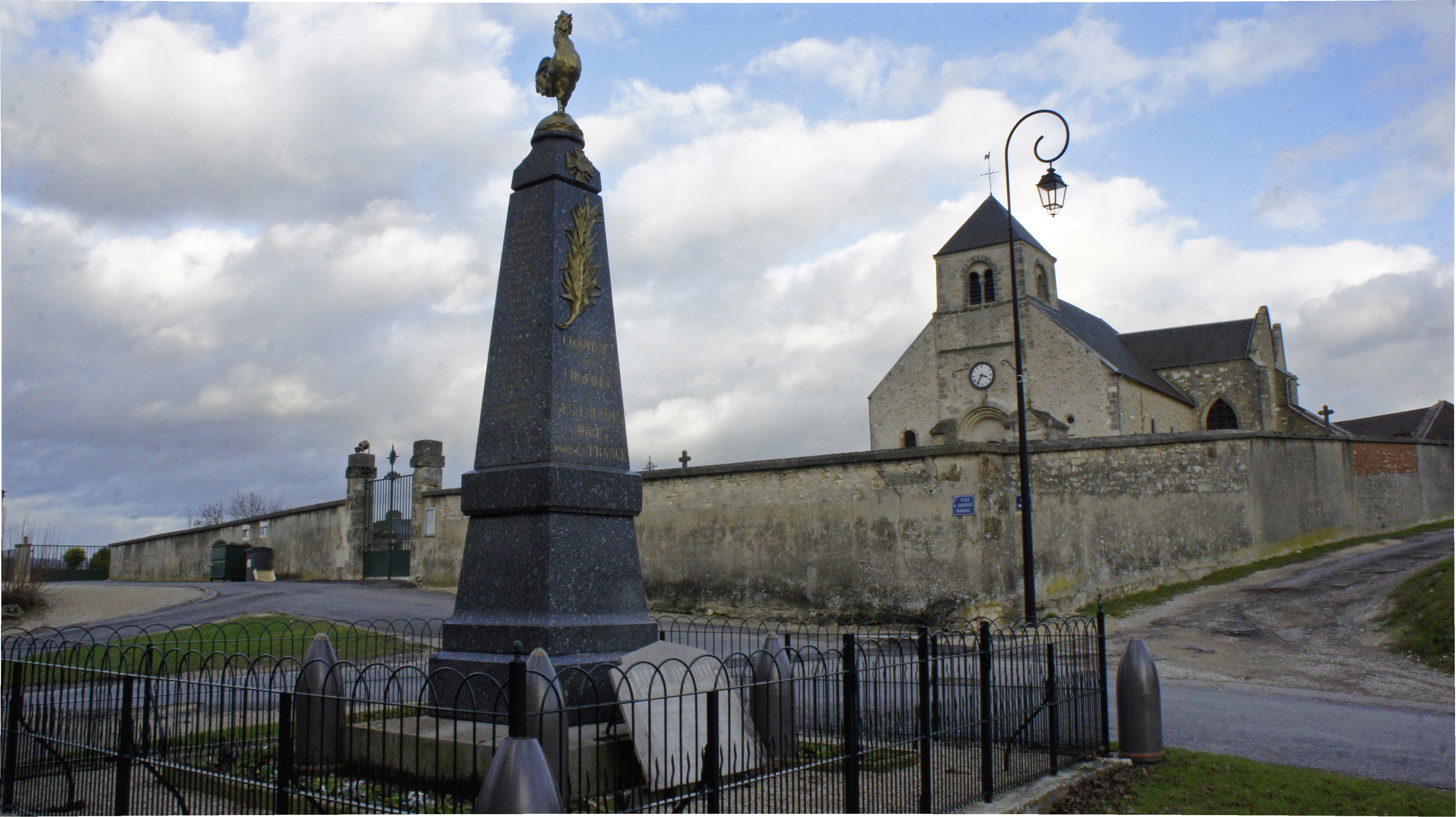
Église et monument aux morts.
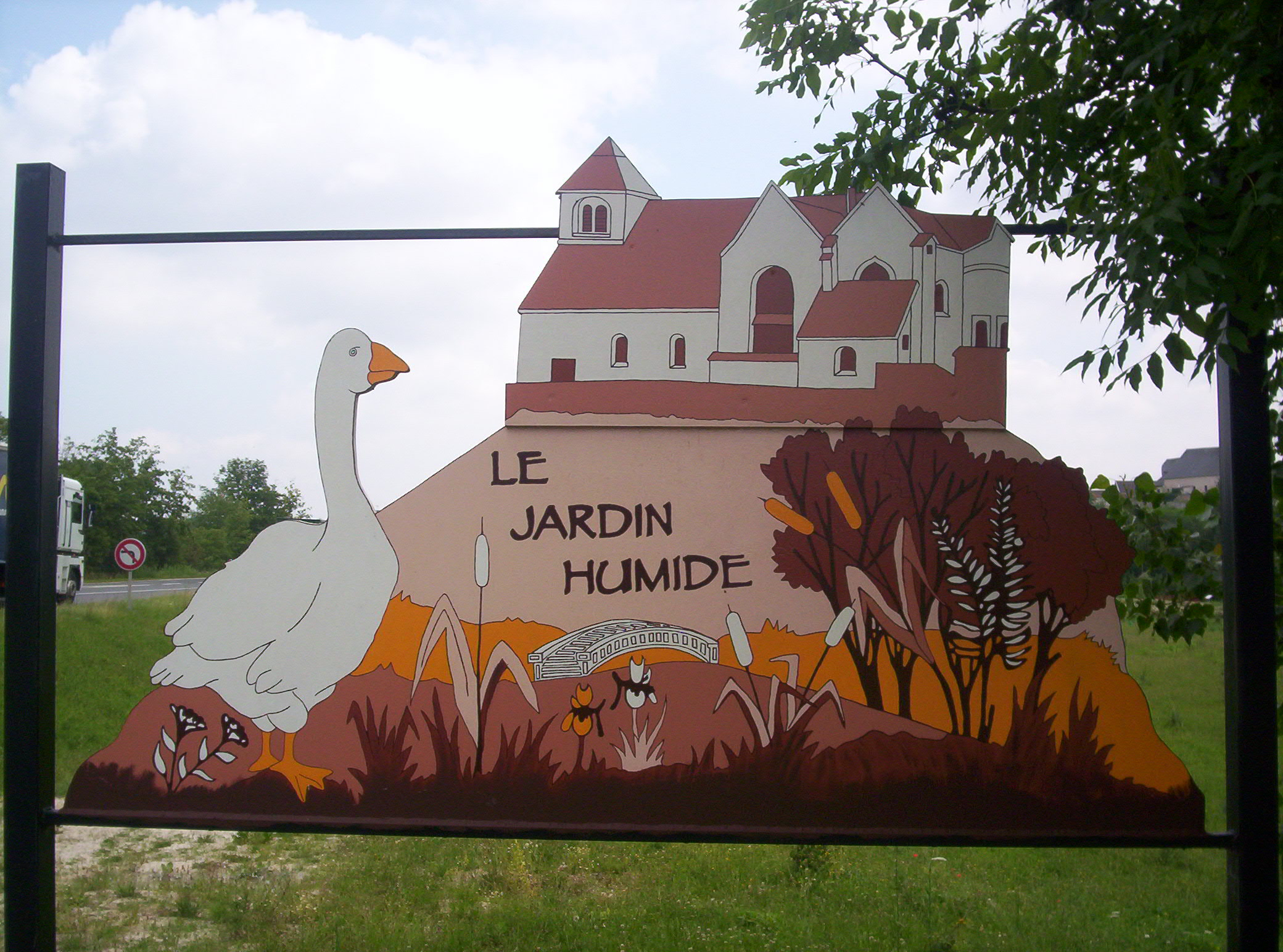
Entrée du jardin humide.
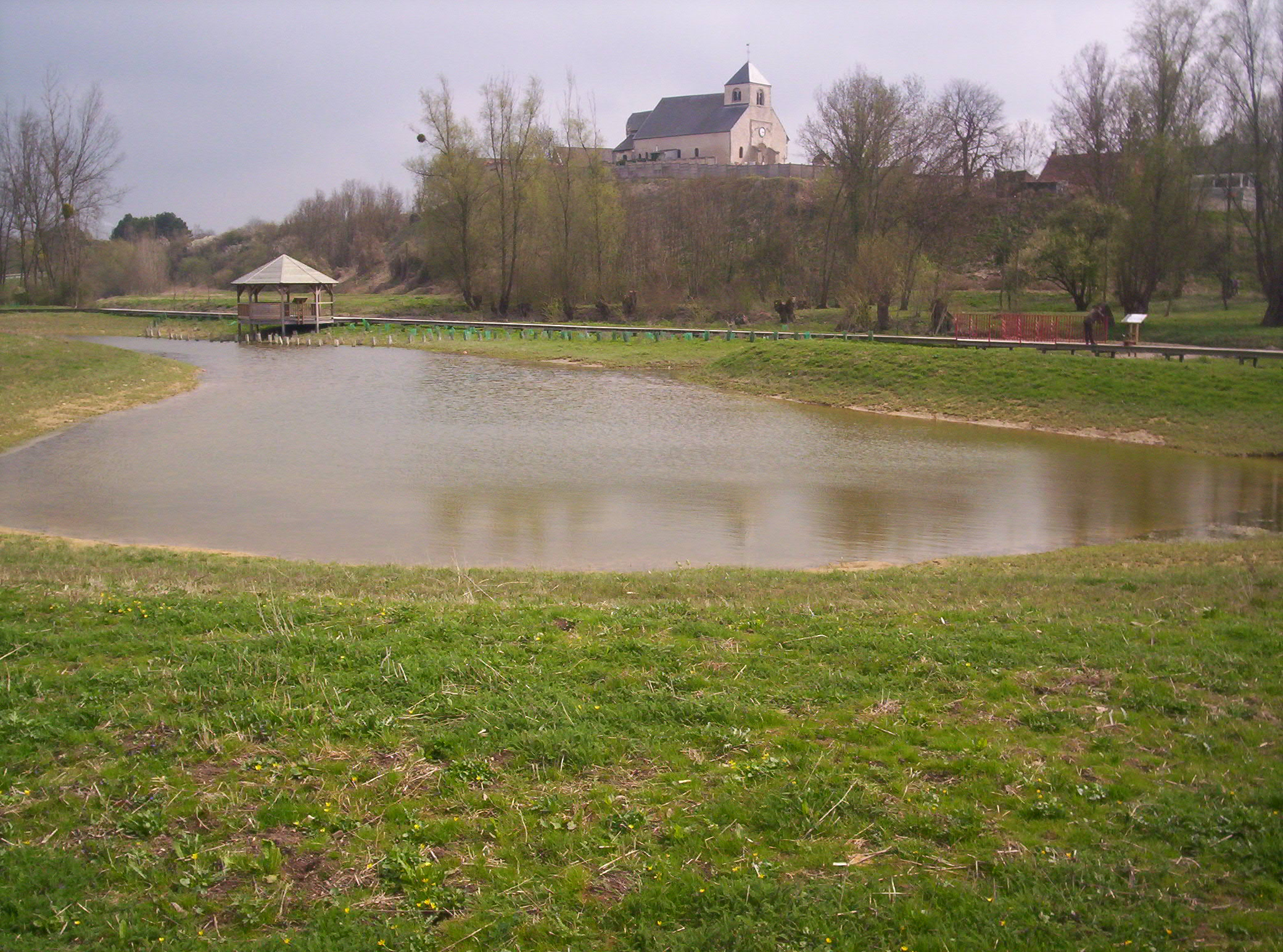
L'église vue du jardin humide.
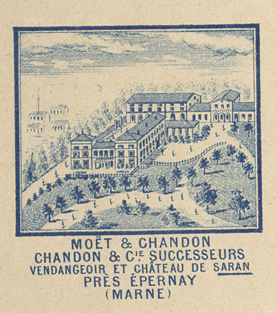
Château de Saran.

### Manifestations et festivités
La Fête patronale a lieu tous les ans, le premier dimanche de juin, avec au programme, des manèges de fête foraine, des stands de restauration ainsi que des spectacles et animations variés.
Au mois de juin, une brocante, très prisée et attirant de nombreux badauds en quête de bonnes affaires, est organisée, ainsi qu'une kermesse scolaire avec stands et restauration.
Une vente de jouets d'occasion, au cours du mois de novembre, permet à tous de fêter joyeusement Noël.

### Personnalités liées à la commune
- Nicolas Feuillatte.